# Гриффин, Беннетт
Беннетт Гриффин (англ. Bennett Hill Griffin; 1895—1978) — американский авиатор и государственный деятель, полковник.

## Биография
Родился 22 сентября 1895 года в Бартоне (штат Миссисипи), но вырос в Оклахома-Сити, куда переехал в начале 1900-х годов.
5 июля 1932 года Гриффин с Джеймсом Маттерном на самолёте The Century of Progress компании Lockheed Vega вылетел из аэропорта Floyd Bennett Field под Нью-Йорком, сделал посадку в городке Harbour (Ньюфаундленд и Лабрадор, Канада), затем совершил беспосадочный перелёт в Берлин. Но попытка кругосветного перелёта окончилась вынужденной посадкой в городе Борисов (Белорусская ССР, СССР) 7 июля 1932 года. Тем не менее пилоты установили новый рекорд по пересечению Атлантического океана: 10 часов 50 минут.
В 1946—1947 годах он руководил переездом Гражданского центра воздухоплавания (англ.  Civil Aeronautics Administration) из Хьюстона в Оклахому-Сити, где позже этот центр стал называться Mike Monroney Aeronautical Center. Также Гриффин работал с 1947 по 1959 год директором Национального аэропорта Вашингтона (ныне Ronald Reagan Washington National Airport). Интересно, что он был первым пилотом, сделавшим посадку в 1941 году в этом аэропорту как пилот авиакомпании American Airlines.
Умер Беннетт Гриффин 26 апреля 1978 года в Вашингтоне, был похоронен на Арлингтонском национальном кладбище.

## Заслуги
- В 1973 году Гриффин был удостоен премии Национальной ассоциации воздухоплавания.[3]
- Имел многие награды, среди которых Орден «Легион почёта»и Крест лётных заслуг.